# Chhatarpur (Staat)
Chhatarpur war ein Fürstenstaat in der Region Bundelkhand von Britisch-Indien im heutigen Bundesstaat Madhya Pradesh. Seine Hauptstadt war der Ort Chhatarpur. Das Fürstentum wurde 1785 von Raja Sone Shah, einem Gefolgsmann des Raja von Panna, gegründet. Chhatarpur geriet 1800 unter die Oberhoheit des Nawab von Banda und war 1806–1947 britisches Protektorat. Raja Vishwanath Singh (1867–1932) wurde 1894 zum Maharaja erhoben.
Das Land hatte 1901 eine Fläche von 2927 km² und 156.000 Einwohner. Am 4. April 1948 schloss sich Chhatarpur der Fürstenunion Vindhya Pradesh an und vollzog am 1. Januar 1950 den Anschluss an Indien (siehe Geschichte Indiens). Am 1. November 1956 wurden alle Fürstenstaaten aufgelöst und Vindhya Pradesh dem Bundesstaat Madhya Pradesh einverleibt.